# Buchov (Postupice)
Buchov je osada, část obce Postupice v okrese Benešov. Nachází se asi 4,5 km na jih od Postupic. V roce 2009 zde byly evidovány čtyři adresy. Buchov leží v katastrálním území Čelivo o výměře 5,49 km².

## Historie
První písemná zmínka o Buchově pochází z roku 1413 a pojednává o jistém Benešovi z Buchova. Jméno osady Buchov bylo možná přeneseno ze staršího Buchova u Votic, kde stávala tvrz, na níž sídlil Zbyněk z Buchova – jeden z původních čtyř hejtmanů Tábora. Je možné, že zakladatelé tohoto dvora přišli právě z tvrze u Votic.
Jméno Buchov znamenalo původně Buchův dvůr. Společně s Holčovicemi a díly v Čestíně, Lažanech a Veliši tvořil samostatný statek.
V roce 1589 vlastnil Buchov Jan Sladký z Peclinovce. Poté přešel majetek na Chobotské z Ostředka.
V roce 1693 prodal Rudolf z Talmberka Buchov společně s částí jankovského panství svému bratrovi Janovi, který byl biskupem královéhradecké diecéze. Jeho synovec Jan František z Talmberka, který majetek zdědil, prodal postupické panství v roce 1699 Ferdinandu Františkovi z Říčan a on pak roku 1717 Františku Adamovi z Trautmannsdorffu.
Až do roku 1849 byl Buchov součástí jemnišťského panství. Po Březnové ústavě, která zakotvila územní samosprávu, se stal osadou nové politické obce Čelivo. S ní po roce 1970 přešel pod správu obce Postupice.
V roce 1880 žilo v Buchově celkem 45 obyvatel ve čtyřech domech. Poté jejich počet klesal, takže v roce 1900 zde žilo 36, v roce 1930 25, v roce 1950 18, v roce 1980 4, a v roce 2001 dokonce jen jeden stálý obyvatel. Po sčítání v roce 2011 však Český statistický úřad uvádí celkem 11 obyvatel.